# Abu Lahab ibn abd al-Muttalib
Abu Lahab (Arabisch: أبو لهب, "vader van het vuur") was de bijnaam van Abd al-'Uzza ben 'Abd al-Muttalib ben Hicham al-Quraishi (عبد العزى بن عبد المطلب بن هاشم القرشي ), overleden rond 624. Hij was een broer van de vader van Mohammed en een onverzoenlijke tegenstander van Mohammed en zijn geloof. 
Abu Lahab was de zoon van Abd al-Moettalib en een van de leiders van de Qoeraisj-stam. Volgens de overlevering was hij een zwaarlijvige man met een vurige glos op de wangen, wat hem zijn bijnaam opleverde.
Hij is een van de twee tijdgenoten van Mohammed die met naam en toenaam in de Koran vervloekt worden. De soera waarin hij vervloekt wordt, soera 111 ("De Touwvezels"), is vernoemd naar de touwvezels om de nek van de vrouw van Abu Lahab.